# Fredrik Midtsjø
Fredrik Midtsjø (ur. 11 sierpnia 1993 w Stjørdal) – norweski piłkarz występujący na pozycji pomocnika. Od 2023 zawodnik Pendikspor.

## Kariera klubowa
Midtsjø treningi rozpoczął w zespole IL Stjørdals-Blink. W 2007 roku przeszedł do juniorów Rosenborga. W 2011 roku został włączony do jego pierwszej drużyny. W Tippeligaen zadebiutował 3 lipca 2011 w wygranym 4:0 meczu z Sarpsborg 08 FF. W sezonie 2012 przebywał na wypożyczeniu w drugoligowym Ranheim Fotball. W sezonie 2013 wraz z Rosenborgiem wywalczył wicemistrzostwo Norwegii, a także dotarł z nim do finału Pucharu Norwegii. Sezon 2014 spędził na wypożyczeniu w innym pierwszoligowcu, Sandnes Ulf. Potem wrócił do Rosenborga, z którym w sezonach 2015 i 2016 zdobył mistrzostwo Norwegii oraz Puchar Norwegii. W sezonie także został mistrzem kraju.
W sierpniu 2017 Midtsjø przeszedł za 2,2 miliona euro do AZ Alkmaar. Zadebiutował w nim 10 września 2017 w wygranym 2:0 domowym meczu z NAC Breda. W sezonie 2019/2020 wywalczył z AZ wicemistrzostwo Holandii.

## Kariera reprezentacyjna
W reprezentacji Norwegii Midtsjø zadebiutował 24 marca 2016 w zremisowanym 0:0 towarzyskim meczu z Estonią.